# Jonxion
Jonxion est un édifice de bureaux à Brossard, Québec, Canada près du Quartier DIX30. Le développeur de Jonxion est la Société immobilière Courbec.
Phase 1, construite en 2009, est un édifice de six étages de 125 000 pieds carrés (11 612,88 m2) au 4805, boulevard Lapinière. Phase 2 est un édifice de cinq étages de 140 000 pieds carrés (13 006,4256 m2) au 4905, boulevard Lapinière.